# New Age Albums
De New Age Albums (ook wel Top New Age Albums) is een hitlijst die gepubliceerd wordt door Billboard. De lijst omvat statistieken van muziekalbums uit het genre new age, die populair zijn in de Verenigde Staten. De gegevens zijn gebaseerd op verkoopcijfers, die samengesteld zijn door Nielsen SoundScan.